# Anathallis imbricata
Anathallis imbricata là một loài lan.

## Hình ảnh

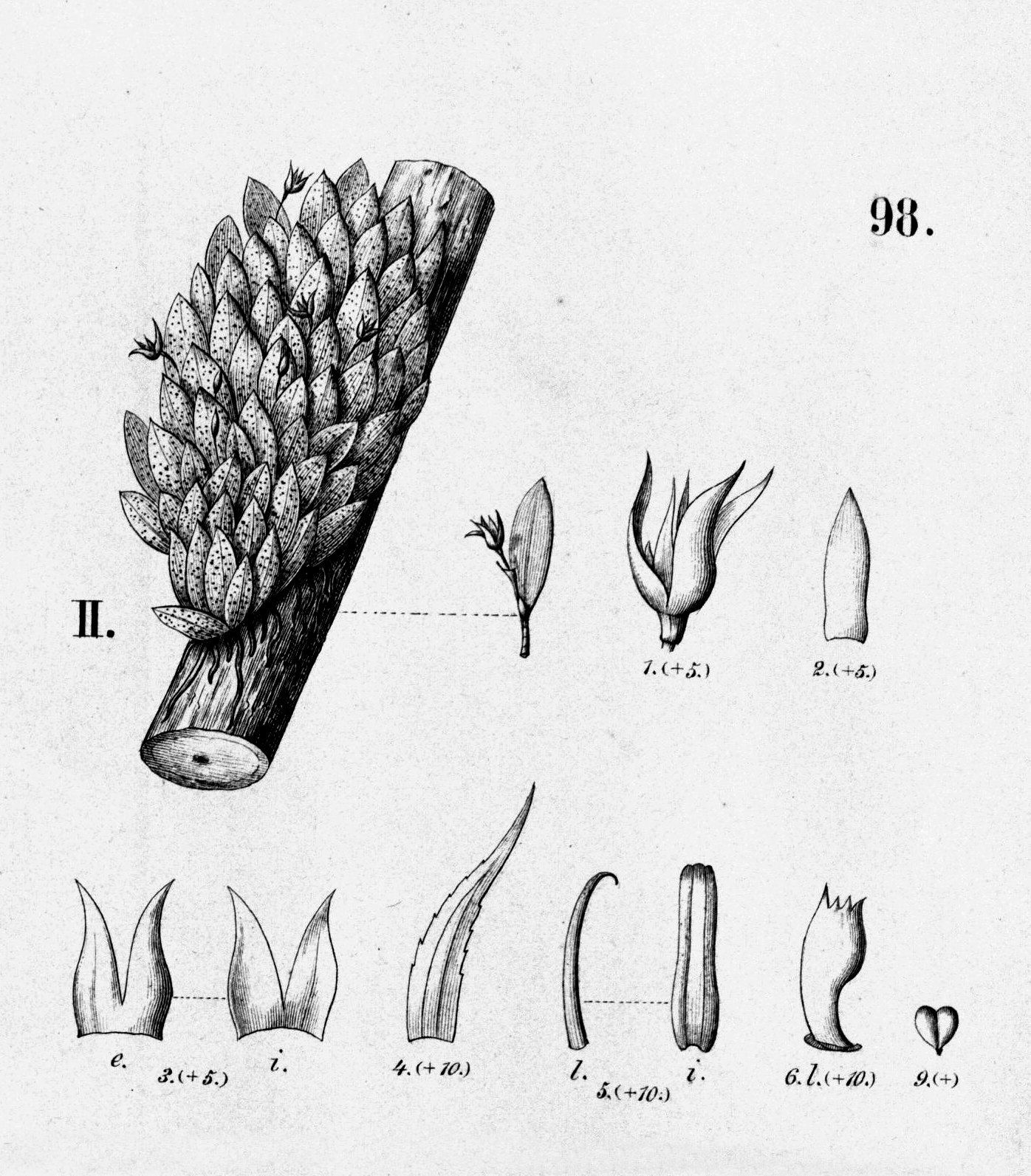
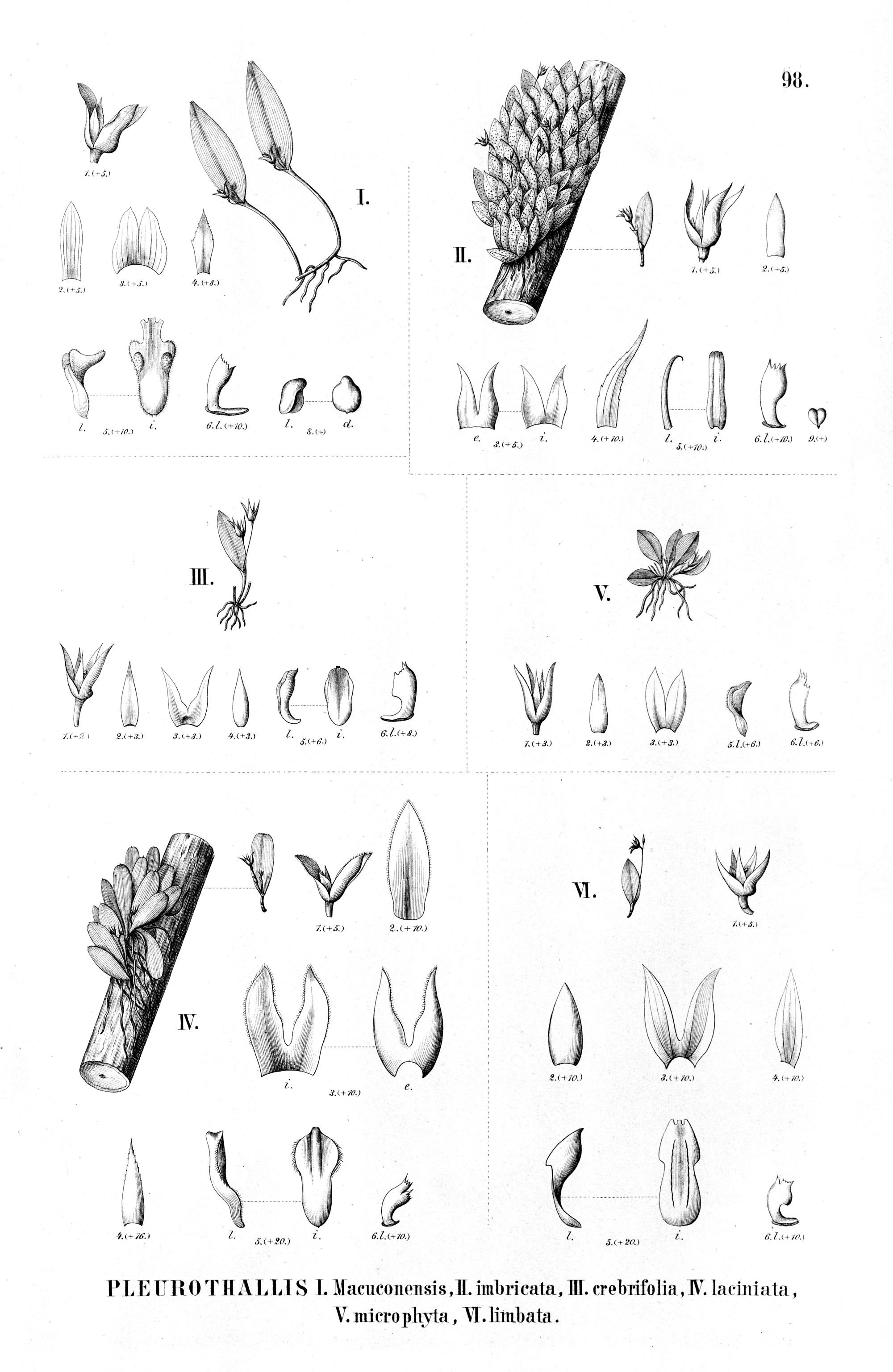